# 小泉明朗
もしかして
- 小泉明郎

ではありませんか？